# 血與誓
《血與誓》（IPA讀音：/daˈrah ˈdan doˈa/），或譯作《鮮血與祈禱》，在印度尼西亞以外放映時又稱為《大長征》（英語：The Long March），是一部在1950年上映的印尼戰爭片，由烏斯瑪爾·伊斯邁耳執導、監製，故事講述蘇達托上尉帶領西利旺义师向西爪哇省前進的經歷。印尼政府和民間經常把這部電影視為印尼民族電影的開端，並把本片的開拍日——3月30日定為國家電影日。
伊斯邁耳在製作本片期間，曾遇到資金困難，令劇組幾乎要停止拍攝，之後他從一名華裔電影院業主獲得資金，並以35萬盾完成整部電影。他本來打算在康城影展放映本片（但未成事），然而片中講述的議題在軍方和民間引起爭議，結果這部電影經過刪減處理之後，才能夠在電影院恢復放映。最後這部電影在印尼既不叫好，也不叫座，卻得到後期影評人的好評，伊斯邁耳本人也因為這部電影而獲得「印尼電影之父」的稱號。

## 劇情
西利旺义师本來是一支駐守在西爪哇省的部隊，後來在1948年《倫維爾協定》生效後撤到中爪哇省，並於不久後前往東爪哇省茉莉芬，平定共產黨叛亂，殺害多名印尼共產黨黨員。休息期間，西利旺義師指揮官、上尉蘇達托（Sudarto，德爾·朱扎爾飾）認識了一位來自萬隆的印歐裔女子康妮（Connie），兩人很快就成為了朋友。不過，荷軍之後發動第二次警察行動，進攻印尼共和國的臨時首都日惹，因此蘇達托不得不帶領部下和婦孺向西部進軍，展開超過200（120英里）的征程，和康妮分道揚鑣。他們在夜間和凌晨行軍，在白天休息，一路上除了要解決溫飽問題、物資補給的問題，還要躲避荷軍的空襲。與此同時，蘇達托也開始對護士維迪婭（Widya）產生好感。

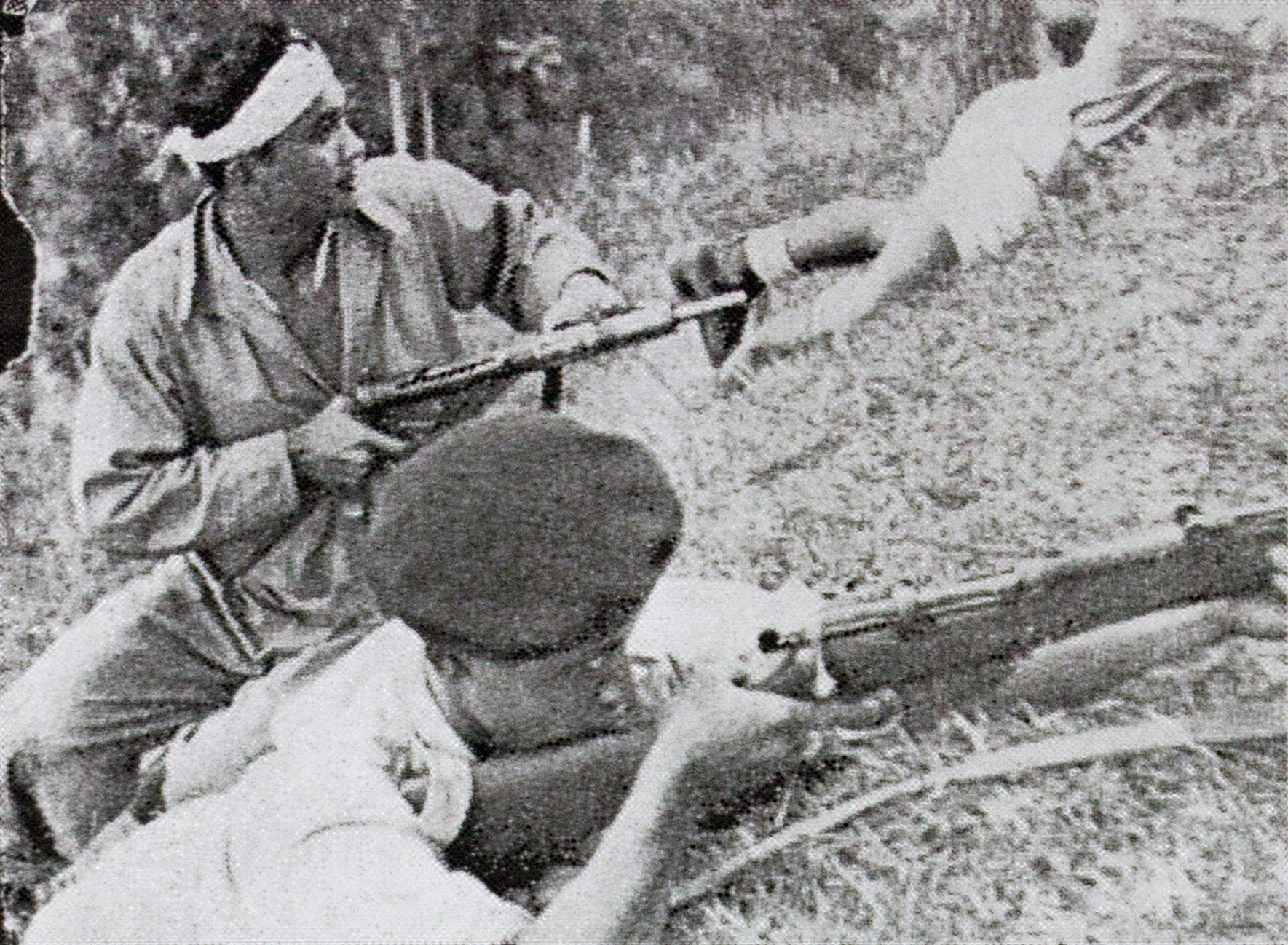
西利旺义师在電影裏作戰的情景

行軍期間，西利旺義師的士兵來到了一條村莊，還遇到了一個村民。他說，這條村子剛被荷軍燒毀，村民不是跑到山上，就是被荷軍抓走，只有他留在那裏。之後，西利旺義師按照生還者的指示，來到附近另一條村莊，受到村民的熱烈歡迎，還獲得了他們急切需要的糧食補給。大家安頓好之後，蘇達托就和維迪婭散步，卻引起了下屬的不滿。他們才睡上一夜安穩覺，第二天早上就被村民突襲，原來前一晚為他們站崗的村民都是「伊斯蘭之家」武裝組織的成員。雖然蘇達托被村長開槍打傷，不過西利旺義師的士兵們最後還是取得了勝利，蘇達托之後也命令村長的兒子對村長執行槍決。
離開村莊後，西利旺義師繼續西進。有一晚，蘇達托的副手阿當（Adam）告訴他，部隊內部對他和維迪婭之間的戀情議論紛紛，之後還跟蘇達托吵了起來。維迪婭無意中聽到爭吵過程之後，便向他們說明去意，但是部隊在第二天早上遭到荷軍伏擊，維迪婭、阿當等多人就此中槍身亡。在西利旺義師陷入險境之際，蘇達托主動提出到萬隆獲取部隊非常需要的補給，並把西利旺義師的指揮權交給里奧（Leo）代理。來到萬隆後，他首先跟提供補給的獨立鬥士見面，然後和康妮敍舊，最後卻被荷軍逮捕。
蘇達托在監獄裏遭到虐打，同時也開始對過往的行為（特別是玩弄女性的往事）感到後悔。他在荷蘭承認印尼之後出獄，雖然妻子離開了他，國民軍也以治軍無方為由，對他展開調查，不過他和里奧見面之後，總算知道了西利旺義師平安到埗的訊息。蘇達托之前在茉莉芬殺害了一名共產黨員，最後他的親戚趁蘇達托在晚上翻閱日記的時候，跟他搭話、爭吵，然後開槍把他打死。

## 製作過程
《血與誓》的導演烏斯瑪爾·伊斯邁耳本來是記者、劇作家，在1945年印尼獨立後也參加過印尼國民軍。他在1949年為安查爾·阿斯瑪拉執導的《小村女》擔任助理導演，並於同年為荷蘭殖民政府資助的南太平洋電影公司完成兩部執導作品《芝特拉》和《寶藏》（Harta Karun）。不過，伊斯邁耳在這兩部電影裏更像是方言教練，創作過程的主導權也落在攝影師A·A·登寧霍夫-斯泰林（A.A. Denninghoff-Stelling）的手上。1949年，荷蘭政府在為時數個月的海牙圓桌會議結束後，簽署《海牙圓桌協定》，承認印尼獨立，同時伊斯邁耳也開始和南太平洋公司其他員工討論另建製片廠的事宜，並於一年後把計劃付諸實行。《血與誓》是伊斯邁耳主導拍攝的第一部電影，他選擇把詩人西托爾·西杜莫朗之前發給他看的一部短篇小說改編為這部電影的劇本。他後來說過，自己之所以覺得這部小說有趣，是因為它「如實講述人類的故事，而且不會變成劣質的宣傳品。」
本片的製作人員還包括攝影師、前南太平洋公司員工馬克斯·德拉、化妝師蘭查（Rancha'）、美術設計師巴素基·里索博沃、配樂家G·R·W·辛蘇（G. R. W. Sinsu），剪接師佐漢·夏弗里（Djohan Sjafri），以及兩名音效師夏瓦魯丁（Sjawaludin）和E·薩姆巴斯（E. Sambas）。伊斯邁耳利用他在軍中的人脈得到國民軍不少人員（特別是薩多諾上尉）的技術協助，並模仿羅伯托·羅塞里尼、維多里奧·狄西嘉等意大利導演，特意在報紙上刊登廣告，招募「有才幹的新臉孔」，結果參演本片的大部分演員都是看到廣告後應聘的新人。本片的主人公蘇達托上尉由法學生德爾·朱扎爾飾演，其他演員還包括艾拉·貝爾根（Ella Bergen）、法丽妲（Faridah）、埃迪·莫瓦德、阿瓦魯丁·查敏（Awaluddin Djamin）、拉登·伊斯邁爾（Rd Ismail）、蘇珊娜、穆拉迪（Muradi）和羅西漢·安瓦爾。

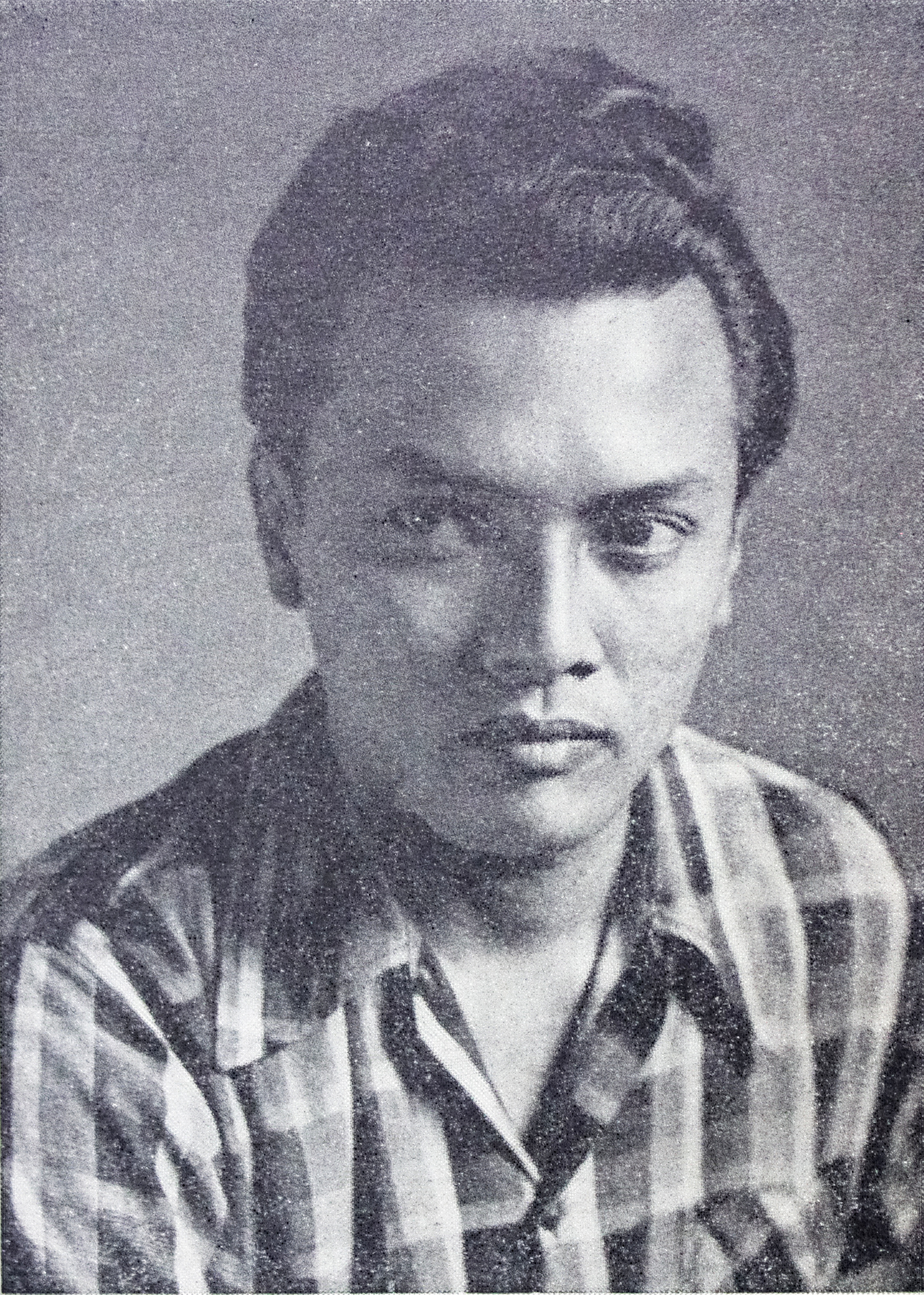
男主演、蘇達托上尉的扮演者德爾·朱扎爾（攝於1953年）

1950年3月30日，伊斯邁耳在西爪哇省蘇璜展開本片的拍攝工作，當時他只有29歲。一天後，他還成立了自己的製片廠——印尼民族電影公司，負責電影的拍攝工作。和之前的作品不一樣的是，伊斯邁耳一開始拍攝這部電影，就要面臨嚴重的資金和技術難題：他在拍攝《芝特拉》的時候花了67,500盾，但是在《血與誓》開拍的時候，他籌募到的經費只有3萬盾，之後還要拿出超過一半的資金，在雅加達租用國家電影製片廠（南太平洋公司的後繼者）的拍攝場地和製作設施。製片人員前往蘇璜時，坐的是破舊的小巴，拍攝的時候，使用的是老舊（已有數十年歷史）的埃克利式攝影機，期間工作人員還需要身兼多職。
引致拍攝進度落後的原因還包括人為因素。伊斯邁耳等製作人員本來打算用逼真的方式呈現電影中的所有事物，體現現實主義的風格，到後來，他卻發覺「電影要從已有的事物創造新的現實，令觀眾信以為真，其實是一門『以假亂真』的藝術」，並承認當初的決定是錯誤的。另外，德爾·朱扎爾等三名演員為了爭取法丽妲的愛情而發生衝突，演員們也就如何扮演角色的問題和伊斯邁耳爭論，於是伊斯邁耳便告訴他們，只需要按照他的指示去演出就行。
拍攝期間，伊斯邁耳每晚都會在原著的基礎上進行擴寫，然後用打字機撰寫拍攝劇本。劇組每天完成拍攝工作後，他也要把拍攝成果傳回國家電影製片廠，然後向台前幕後人員放映他在那裏取得的原片。有一次，伊斯邁耳在上述的放映活動上遇到華裔電影院業主唐金茂（Tong Kim Mew，音譯），唐氏同意借出資金，解決負債累累的劇組在資金上的燃眉之急（伊斯邁耳說，這時劇組欠別人的住宿費，已經有一段時間），伊斯邁耳則同意讓唐金茂把這部電影發行到電影院去。之後，劇組便使用這筆資金，到中爪哇省普禾加多拍攝鏡頭，並完成整個拍攝過程。回到雅加達後，伊斯邁耳和製作人員發現有些鏡頭令「故事行不通」，不能保留，於是他們又在西爪哇省山區（包括拉武火山、格德火山一帶）和芝塔龍河河畔拍攝補充片段，取代刪減的鏡頭。結果這部電影耗費了35萬盾（當時相當於9萬美元）來完成，比同期本地電影的平均成本高了3倍。

## 發行與反響
《血與誓》在1950年上映，由光譜電影公司發行。這部電影在英文又稱為《大長征》，美國視覺人類學家卡爾·G·海德認為，這樣做是為了把西利旺義師的長征和1934年至1936年期間中國工農紅軍的長征相提並論。影片面世後不久，就因為在軍方和民間兩個方面引起爭議，而被印尼部分地方政府禁映——國民軍其他師團的士兵認為電影過分重視西利旺義師，一般民眾則難以接受「伊斯蘭之家」運動背叛民族鬥爭的說法，直到1950年中，蘇卡諾總統在獨立宮（總統府）一次私人放映會上觀看這部電影之後，才作出批示，准許本片在同年9月恢復放映。但是，電影中部分情節仍然逃不過被刪減的命運。
宣傳廣告指出，這部電影展現了「反抗殖民主義的激烈戰鬥」，以及「游擊隊的悲與喜」。起初大部分印尼影評人對《血與誓》持否定態度：《獨立報》（Merdeka）的一篇影評認為，這部電影只有幾個鏡頭可以接受，並不是一部令人滿意的電影，作家爾敏·巴奈則在1954年撰文，批評電影的情節不合常理，例如士兵行軍的時候，軍裝應該越來越髒才對，但是《血與誓》的士兵卻一直穿着整潔的軍裝。外國影評人反而對這部電影給予好評，例如日本影評人佐藤忠男認為，這部電影的概念很出色，足以媲美波蘭導演安德烈·華依達的作品。
印尼影評人沙林·賽（Salim Said）指出，伊斯邁耳拍攝本片時，沒有考慮電影能不能賺錢的問題，甚至還打算在法國康城影展放映本片。結果《血與誓》成績慘澹，也沒有在康城影展放映，是一部虧本的電影。伊斯邁耳直到一年後才從另一部執導作品取得利潤，把欠款還清。印尼民族電影公司在1960年回顧公司歷史時，認為電影之所以失敗，是因為伊斯邁耳當年拍攝《血與誓》的時候，打算呈現的是軍隊（和軍人）的實際面貌，而不是軍隊應有的姿態，以至於電影呈現的內容不能夠符合民眾的期望。

## 後續影響
《血與誓》上映後，其他製片商也開始模仿印尼民族電影公司，拍攝獨立戰爭題材的電影，但是印尼電影史學家米斯巴赫·尤薩·比蘭認為，這些電影都沒有掌握獨立戰爭的精粹。伊斯邁耳於1962年一封書信中認為，《血與誓》才是自己第一部電影，《芝特拉》和《寶藏》的創作流程幾乎不由他作主，所以不算。他又認為這部電影表現了印尼的「民族特質」。拍畢本片之後，伊斯邁耳又執導了25部電影，當中包括兩部講述獨立戰爭的作品——《日惹六小時》（1951年）和《鬥士》（1959年），後來他更以上述電影獲得「印尼電影之父」的稱號。然而，電影學者湯瑪斯·巴克（Thomas Barker）覺得伊斯邁耳對印尼電影業的貢獻名不符實，他認為蘇哈托的新秩序政府誇大他的功績，無非是為了宣揚反共思想和民族主義思想。
印尼電影圈在1950年把《血與誓》的開拍日（3月30日）定為國家電影日，之後也在當天舉行慶祝活動。1962年，印尼國家電影局（Dewan Film Nasional）舉行會議，承認《血與誓》是印尼第一部「民族電影」，3月30日是國家電影日的事實自此得到官方的認可，並於1999年獲印尼總統優素福·哈比比經由1999年第25號總統令正式確認。曾擔任演員的電影導演斯拉梅特·拉哈佐認為，國家電影日的意義，在於印尼人從此意識到本地電影產業的存在，而且願意把它發揚光大。
第一部在現印尼領土上拍攝的電影《黑猴》由荷蘭人L·海弗托卜（L. Heuveldorp）執導，在1926年上映，不過外界通常認為，《血與誓》才是印尼第一部「民族電影」。比蘭認為，在1926年至1949年期間面世的東印度群島電影不能夠體現民族意識，因此不應該稱為「印尼電影」，影評人諾瓦·凱里爾（Nova Chairil）也持同一種觀點，他說《血與誓》是第一部「由印尼原住民執導、由印尼製片廠製作、在印尼拍攝」的電影。學界的主流觀點認為，華裔製片人拍攝電影只是為了賺錢，但是巴克和另一名電影學者夏洛特·塞蒂亞迪-鄧恩（Charlotte Setijadi-Dunn）卻認為華裔製片商此前推出的電影也能夠展示民族認同感，並以楊眾生執導的電影《馬塔蘭的短劍》（1940年）為例，說明從華裔製片商拍攝的電影可見，印尼民族可以是多元身分，而不一定是《血與誓》展示的單一民族身分。
由納威·伊斯邁爾執導的電影《他們回來了》在1972年上映，講述的題材同樣是西利旺義師的征途。電影由桑迪·蘇瓦迪·哈桑、拉哈尤·埃芬迪、麗娜·哈希姆和埃迪·莫瓦德主演，另一位演員阿曼·埃芬迪（Arman Effendy）則在1973年的印尼電影節獲得最有潛質男演員獎。海德在著作中對《血與誓》和《他們回來了》進行了比較，他表示，《血與誓》面世時，是「撫平創傷的時間，是為新生的共和國打好基礎的時間，甚至是接納那些⋯⋯反抗（共和國）的人士回歸社會的時間」，還指出這部電影對共產黨人持同情態度，對「伊斯蘭之家」運動也只是輕描淡寫。他也提到，《血與誓》把重點放在蘇達托上尉身上，可見其個人主義色彩和西方色彩。另一方面，《他們回來了》對茉莉芬事件絕口不提，把「伊斯蘭之家」運動視為奸黨，而且重視集體主義思想，是印尼電影「印尼化」的例子。
《血與誓》的拷貝已成為印尼電影資料館和法國電影園的藏品，其中印尼電影資料館保存的版本共有兩種，一是35毫米拷貝，二是VHS錄影帶。這部電影也是海內外電影節放映的作品之一。

## 備註
1. ↑  原文：
2. ↑  原文：
3. ↑  原文：
4. ↑  後來唐金茂也在類似的條件下，為伊斯邁耳接下來的兩部作品《日惹六小時》和《不可饒恕的罪惡》（1951年）提供製作經費[20]。
5. ↑  原文：
6. ↑  伊斯邁耳指出，西杜莫朗當年撰寫短篇小說的時候就有這個意思[24]。
7. ↑  原文：
8. ↑  原文：
9. ↑  原文：
10. ↑  包括印尼藝術家股份公司攝製的《沿着马里奥波罗大街》（1950年）和《快將入夜的日惹》（1951年），以及泗水之星電影公司攝製的《紅橋》（1950年）和《弟弟，祝你作戰順利！》（1951年）。
11. ↑  原文：

## 腳註
1. 1 2  Kurniasari 2012, Reviving.
2. ↑  Biran 2009a，第360–364頁.
3. ↑  Biran 2009a，第367頁.
4. 1 2  Ismail 1983，第165頁.
5. ↑  Susanto 2003，第243頁.
6. ↑  lsf.go.id, Mengenang 40 Tahun.
7. ↑  Filmindonesia.or.id, Credits.
8. ↑  Ismail 1950，00:01:08.
9. 1 2 3 4 5 6  Ismail 1983，第167頁.
10. ↑  Ismail 1950，00:01:10.
11. ↑  Anwar 2004，第86頁.
12. ↑  Ismail 1983，第166頁.
13. 1 2  Anwar 2004，第59頁.
14. 1 2 3 4 5 6 7  Filmindonesia.or.id, Long March.
15. ↑  Ismail 1983，第165, 167頁.
16. 1 2 3  Said 1982，第49頁.
17. ↑  Said 1982，第51頁.
18. 1 2  Ismail 1983，第164頁.
19. 1 2  Ismail 1983，第168頁.
20. ↑  Biran 2009b，第123–125頁.
21. ↑  NY Times 1951, Indonesians doubt.
22. ↑  Ismail 1983，第170頁.
23. 1 2 3  Aneka 1950，第20頁.
24. ↑  Ismail 1983，第185頁.
25. ↑  Heider 1991，第102頁.
26. ↑  Said 1982，第52頁.
27. ↑  Anwar 2004，第64頁.
28. 1 2 3  Biran 2009b，第135頁.
29. ↑  Pane 1955，第1頁.
30. ↑  Anwar 2004，第89頁.
31. ↑  Perfini 1960，第4頁.
32. ↑  Biran 2009b，第125–127頁.
33. ↑  Filmindonesia.or.id, Tjitra.
34. 1 2  Biran 2009a，第45頁.

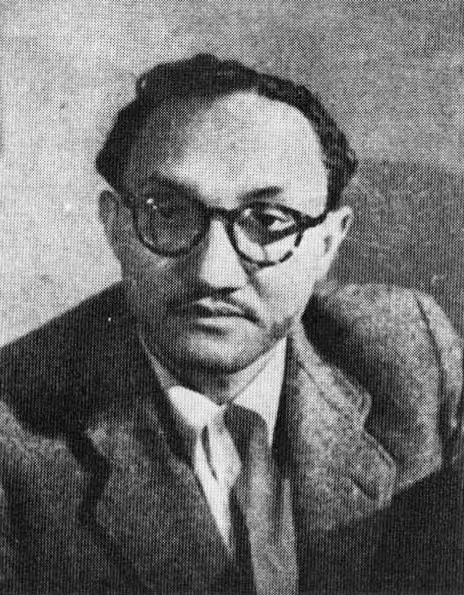
導演兼監製

35. ↑  Filmindonesia.or.id, Usmar Ismail.
36. ↑  Anwar 2004，第61頁.
37. 1 2  Barker 2011，第11–15頁.
38. ↑  Sabarini 2008, National film day.
39. ↑  Setijadi-Dunn & Barker 2011，第34頁.
40. ↑  Setijadi-Dunn & Barker 2011，第36, 48頁.
41. ↑  Filmindonesia.or.id, Penghargaan Mereka Kembali.
42. ↑  Heider 1991，第105–106頁.
43. ↑  Heider 1991，第129–130頁.
44. ↑  Zandri 2011, Reminiscing.

## 外部連結
- 互联网电影数据库（IMDb）上《血與誓》的资料（英文）